# Біллінгс (Оклахома)
Біллінгс (англ. Billings) — місто (англ. town) в США, в окрузі Нобл штату Оклахома. Населення — 578 осіб (2020).

## Географія
Біллінгс розташований за координатами 36°32′10″ пн. ш. 97°26′8″ зх. д. / 36.53611° пн. ш. 97.43556° зх. д. (36.536108, -97.435541).  За даними Бюро перепису населення США в 2010 році місто мало площу 1,67 км², уся площа — суходіл.

### Клімат
| Клімат : Біллінгс        | Клімат : Біллінгс | Клімат : Біллінгс | Клімат : Біллінгс | Клімат : Біллінгс | Клімат : Біллінгс | Клімат : Біллінгс | Клімат : Біллінгс | Клімат : Біллінгс | Клімат : Біллінгс | Клімат : Біллінгс | Клімат : Біллінгс | Клімат : Біллінгс | Клімат : Біллінгс |
| Показник                 | Січ.              | Лют.              | Бер.              | Квіт.             | Трав.             | Черв.             | Лип.              | Серп.             | Вер.              | Жовт.             | Лист.             | Груд.             | Рік               |
| Середній максимум, °C    | 6,6               | 10,1              | 15,4              | 20,9              | 25,7              | 31,3              | 34,7              | 33,8              | 28,9              | 22,9              | 14,4              | 8,1               | 21,1              |
| Середня температура, °C  | 0,7               | 3,7               | 8,8               | 13,9              | 19,3              | 24,9              | 28,1              | 27,2              | 22,4              | 15,9              | 8,2               | 2,4               | 14,7              |
| Середній мінімум, °C     | −5,3              | −2,7              | 2,2               | 6,8               | 13,0              | 18,6              | 21,4              | 20,4              | 15,8              | 8,8               | 1,9               | −3,3              | 8,2               |
| Норма опадів, мм         | 30                | 39                | 80                | 91                | 123               | 110               | 79                | 81                | 97                | 75                | 65                | 40                | 910               |
| ------------------------ | ----------------- | ----------------- | ----------------- | ----------------- | ----------------- | ----------------- | ----------------- | ----------------- | ----------------- | ----------------- | ----------------- | ----------------- | ----------------- |
| Джерело: Weatherbase.com |                   |                   |                   |                   |                   |                   |                   |                   |                   |                   |                   |                   |                   |

## Демографія
Згідно з переписом 2010 року, у місті мешкало 509 осіб у 171 домогосподарстві у складі 95 родин. Густота населення становила 305 осіб/км².  Було 212 помешкання (127/км²).
Расовий склад населення:
| - 93,7 % — білих - 2,9 % — корінних американців - 1,0 % — чорних або афроамериканців |

До двох чи більше рас належало 2,2 %. Частка іспаномовних становила 2,0 % від усіх жителів.
За віковим діапазоном населення розподілялося таким чином: 18,3 % — особи молодші 18 років, 61,7 % — особи у віці 18—64 років, 20,0 % — особи у віці 65 років та старші. Медіана віку мешканця становила 46,9 року. На 100 осіб жіночої статі у місті припадало 99,6 чоловіків;  на 100 жінок у віці від 18 років та старших — 97,2 чоловіків також старших 18 років.
Середній дохід на одне домашнє господарство  становив 35 873 долари США (медіана — 26 875), а середній дохід на одну сім'ю — 51 698 доларів (медіана — 42 083). Медіана доходів становила 27 857 доларів для чоловіків та 40 313 долари для жінок. За межею бідності перебувало 39,9 % осіб, у тому числі 29,2 % дітей у віці до 18 років та 25,0 % осіб у віці 65 років та старших.
Цивільне працевлаштоване населення становило 184 особи. Основні галузі зайнятості: освіта, охорона здоров'я та соціальна допомога — 51,1 %, виробництво — 16,8 %, мистецтво, розваги та відпочинок — 4,9 %, будівництво — 4,9 %.